# Colmar
Colmar (en alsaciano, Colmer; en alemán, Kolmar) es una ciudad y comuna, ubicada en la Colectividad Europea de Alsacia, es la capital del departamento del Alto Rin, en la región de Alsacia, Francia.

## Historia
Colmar es mencionada por primera vez en el siglo IX. Ciudad imperial libre miembro de la Decápolis Alsaciana, conoce un rápido desarrollo al final de la Edad Media y el Renacimiento. Durante la guerra de los Treinta Años fue ocupada por las tropas suecas en 1632 y en octubre de 1634 por las francesas. Firmada la Paz de Westfalia, recuperó de nuevo su posición de Ciudad imperial. Durante la guerra franco-neerlandesa cambió de bando varias veces, francesa en 1673 e Imperial al año siguiente, hasta que en enero de 1675 es conquistada por Enrique de la Tour d'Auvergne-Bouillon, después de su victoria en la batalla de Turckheim. El tratado de Nimega legalizará la anexión francesa. 
En el año 1871 Colmar fue anexada al Imperio alemán y de nuevo devuelta a Francia tras la firma del armisticio de 1918. Posteriormente la ciudad volvió a ser anexada a la Alemania nazi durante la Segunda Guerra Mundial, para finalmente volver bajo jurisdicción francesa el 2 de febrero de 1945, al finalizar la batalla de la bolsa de Colmar.

## Clima
| Parámetros climáticos promedio de Colmar (normales 1981–2010, extremos 1957−presente) | Parámetros climáticos promedio de Colmar (normales 1981–2010, extremos 1957−presente) | Parámetros climáticos promedio de Colmar (normales 1981–2010, extremos 1957−presente) | Parámetros climáticos promedio de Colmar (normales 1981–2010, extremos 1957−presente) | Parámetros climáticos promedio de Colmar (normales 1981–2010, extremos 1957−presente) | Parámetros climáticos promedio de Colmar (normales 1981–2010, extremos 1957−presente) | Parámetros climáticos promedio de Colmar (normales 1981–2010, extremos 1957−presente) | Parámetros climáticos promedio de Colmar (normales 1981–2010, extremos 1957−presente) | Parámetros climáticos promedio de Colmar (normales 1981–2010, extremos 1957−presente) | Parámetros climáticos promedio de Colmar (normales 1981–2010, extremos 1957−presente) | Parámetros climáticos promedio de Colmar (normales 1981–2010, extremos 1957−presente) | Parámetros climáticos promedio de Colmar (normales 1981–2010, extremos 1957−presente) | Parámetros climáticos promedio de Colmar (normales 1981–2010, extremos 1957−presente) | Parámetros climáticos promedio de Colmar (normales 1981–2010, extremos 1957−presente) |
| Mes                                                                                   | Ene.                                                                                  | Feb.                                                                                  | Mar.                                                                                  | Abr.                                                                                  | May.                                                                                  | Jun.                                                                                  | Jul.                                                                                  | Ago.                                                                                  | Sep.                                                                                  | Oct.                                                                                  | Nov.                                                                                  | Dic.                                                                                  | Anual                                                                                 |
| ------------------------------------------------------------------------------------- | ------------------------------------------------------------------------------------- | ------------------------------------------------------------------------------------- | ------------------------------------------------------------------------------------- | ------------------------------------------------------------------------------------- | ------------------------------------------------------------------------------------- | ------------------------------------------------------------------------------------- | ------------------------------------------------------------------------------------- | ------------------------------------------------------------------------------------- | ------------------------------------------------------------------------------------- | ------------------------------------------------------------------------------------- | ------------------------------------------------------------------------------------- | ------------------------------------------------------------------------------------- | ------------------------------------------------------------------------------------- |
| Temp. máx. abs. (°C)                                                                  | 18.5                                                                                  | 22.7                                                                                  | 27.3                                                                                  | 29.7                                                                                  | 34.7                                                                                  | 38.6                                                                                  | 38.7                                                                                  | 40.9                                                                                  | 33.7                                                                                  | 30.7                                                                                  | 24.0                                                                                  | 20.3                                                                                  | 40.9                                                                                  |
| Temp. máx. media (°C)                                                                 | 4.8                                                                                   | 6.8                                                                                   | 11.9                                                                                  | 16.0                                                                                  | 20.4                                                                                  | 23.7                                                                                  | 26.1                                                                                  | 25.8                                                                                  | 21.4                                                                                  | 15.8                                                                                  | 9.2                                                                                   | 5.5                                                                                   | 15.7                                                                                  |
| Temp. media (°C)                                                                      | 1.7                                                                                   | 2.8                                                                                   | 6.9                                                                                   | 10.4                                                                                  | 14.9                                                                                  | 18.0                                                                                  | 20.2                                                                                  | 19.7                                                                                  | 15.8                                                                                  | 11.3                                                                                  | 5.7                                                                                   | 2.7                                                                                   | 10.9                                                                                  |
| Temp. mín. media (°C)                                                                 | -1.4                                                                                  | -1.2                                                                                  | 2.0                                                                                   | 4.8                                                                                   | 9.3                                                                                   | 12.3                                                                                  | 14.2                                                                                  | 13.7                                                                                  | 10.2                                                                                  | 6.8                                                                                   | 2.2                                                                                   | -0.2                                                                                  | 6.1                                                                                   |
| Temp. mín. abs. (°C)                                                                  | -22.0                                                                                 | -24.8                                                                                 | -16.0                                                                                 | -7.3                                                                                  | -3.1                                                                                  | 2.1                                                                                   | 4.0                                                                                   | 3.2                                                                                   | -1.0                                                                                  | -7.6                                                                                  | -13.1                                                                                 | -19.0                                                                                 | -24.8                                                                                 |
| Precipitación total (mm)                                                              | 31.7                                                                                  | 28.8                                                                                  | 37.4                                                                                  | 44.7                                                                                  | 74.2                                                                                  | 64.2                                                                                  | 66.8                                                                                  | 57.0                                                                                  | 57.8                                                                                  | 56.9                                                                                  | 40.1                                                                                  | 47.7                                                                                  | 607.3                                                                                 |
| Días de precipitaciones (≥ 1 mm)                                                      | 7.1                                                                                   | 7.0                                                                                   | 8.5                                                                                   | 8.9                                                                                   | 11.2                                                                                  | 9.6                                                                                   | 9.4                                                                                   | 9.1                                                                                   | 7.9                                                                                   | 9.3                                                                                   | 7.3                                                                                   | 8.5                                                                                   | 103.9                                                                                 |
| Días de nevadas (≥ 1 mm)                                                              | 7.0                                                                                   | 6.2                                                                                   | 3.6                                                                                   | 1.1                                                                                   | 0.0                                                                                   | 0.0                                                                                   | 0.0                                                                                   | 0.0                                                                                   | 0.0                                                                                   | 0.0                                                                                   | 2.7                                                                                   | 5.1                                                                                   | 25.7                                                                                  |
| Horas de sol                                                                          | 71.8                                                                                  | 97.0                                                                                  | 144.7                                                                                 | 180.2                                                                                 | 201.5                                                                                 | 225.5                                                                                 | 239.2                                                                                 | 223.6                                                                                 | 170.7                                                                                 | 116.9                                                                                 | 70.5                                                                                  | 57.5                                                                                  | 1799.0                                                                                |
| Humedad relativa (%)                                                                  | 87                                                                                    | 82                                                                                    | 76                                                                                    | 74                                                                                    | 75                                                                                    | 72                                                                                    | 69                                                                                    | 72                                                                                    | 76                                                                                    | 83                                                                                    | 87                                                                                    | 88                                                                                    | 78.4                                                                                  |
| Fuente n.º 1: Météo France                                                            |                                                                                       |                                                                                       |                                                                                       |                                                                                       |                                                                                       |                                                                                       |                                                                                       |                                                                                       |                                                                                       |                                                                                       |                                                                                       |                                                                                       |                                                                                       |
| Fuente n.º 2: Infoclimat.fr (humedad y días con nieve 1961–1990)                      |                                                                                       |                                                                                       |                                                                                       |                                                                                       |                                                                                       |                                                                                       |                                                                                       |                                                                                       |                                                                                       |                                                                                       |                                                                                       |                                                                                       |                                                                                       |

## Cultura

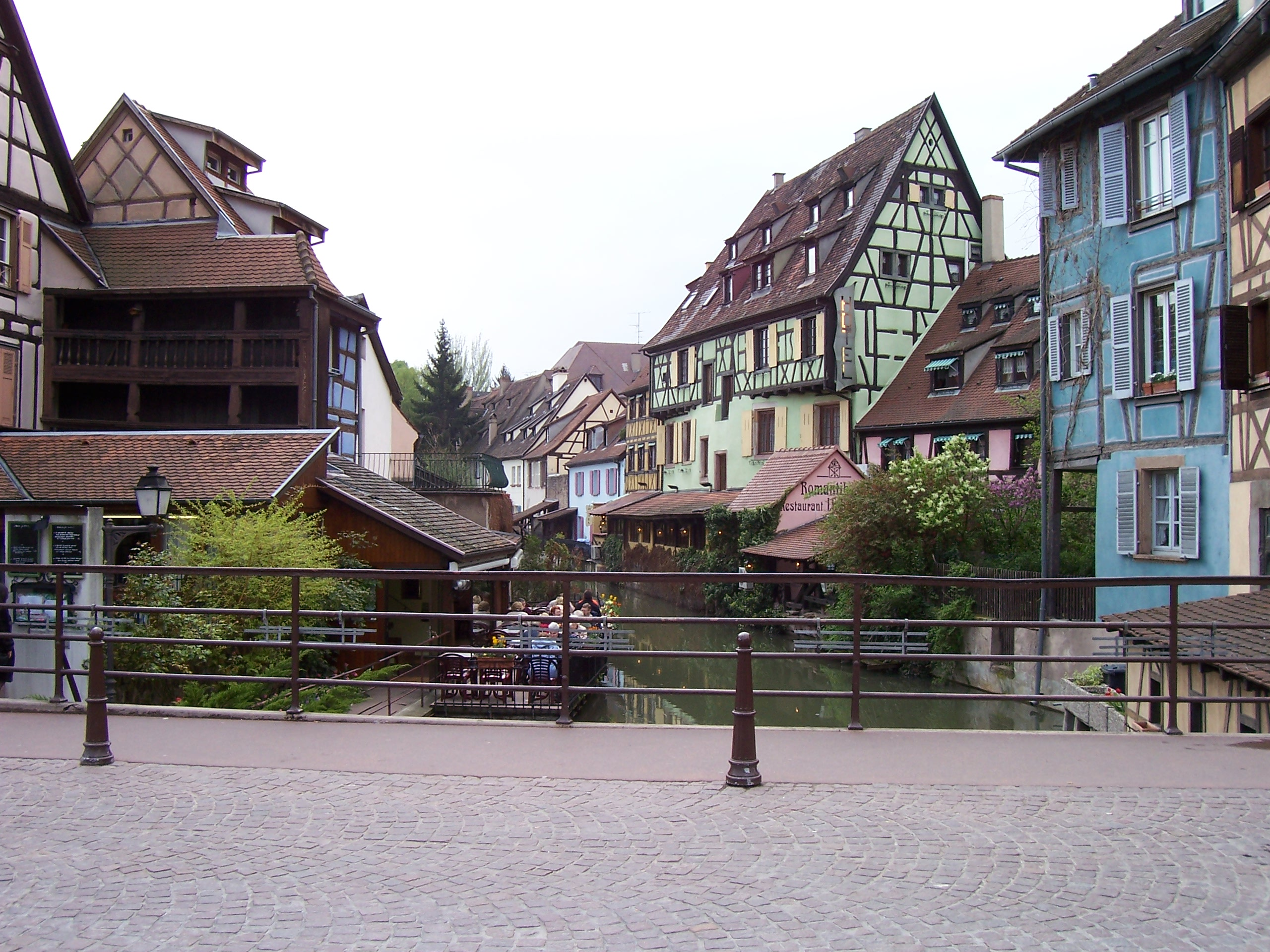
Colmar, barrio de la Petite Venise.

El centro de la ciudad antigua, bien conservada, alberga varios edificios de estilo gótico alemán y primer Renacimiento, así como antiguas iglesias, entre las cuales la Colegiata de San Martín (del siglo XIII) es la mayor y más notable. Entre su rico patrimonio cultural también destacan el antiguo convento de los Dominicos, el Teatro Municipal, los canales de la "Pequeña Venecia" y varias construcciones que datan de la Edad Media. 
Su situación geográfica (ubicada en medio de los viñedos alsacianos), le han otorgado la denominación de "Capital de los vinos de Alsacia. Ciudad cultural, en Colmar se encuentra el Museo Unterlinden que alberga al famoso Retablo de Issenheim, es la tierra natal del creador de la Estatua de la Libertad, Frédéric Auguste Bartholdi
Una vez al año, en el mes de agosto, Colmar alberga la Feria de los vinos; en el mes de diciembre, la ciudad entera se vuelve un paraíso navideño con sus cinco mercados de Navidad, famosos en todo el país por su belleza y tradición. Es Colmar quizás el destino más famoso de Francia para visitar mercados de Navidad en toda Francia. 
El artista local del siglo XV Martin Schongauer pintó la que se considera su obra maestra, La Virgen de las Rosas, en la iglesia de los dominicos. El famoso Retablo de Isemheim, de Matthias Grünewald, es el tesoro más destacado que alberga el Museo de Unterlinden de la ciudad. Dicho museo, abierto en 1853, se halla en el antiguo convento de la orden dominicana de "Unterlinden" (que significa "bajo los tilos").

## Demografía
En 2015, según el último censo poblacional, Colmar contaba con 67 956 habitantes, lo que la convierte en la segunda comuna del departamento del Alto Rin y la tercera comuna alsaciana por número de habitantes después de Estrasburgo y Mulhouse. 
| 13 000 | 11 933 | 14 465 | 14 300 | 19 908 | 15 958 | 20 050 | 21 348 | 21 284 | 22 629 | 23 669 | 23 311 | 23 990 | 26 106 | 26 537 | 30 399 | 33 146 |
| Para los censos de 1962 a 1999 la población legal corresponde a la población sin duplicidades (Fuente: INSEE [Consultar]) |        |        |        |        |        |        |        |        |        |        |        |        |        |        |        |        |

| 36 844 | 41 791 | 43 808 | 42 255 | 43 167 | 46 518 | 49 448 | 46 124 | 47 305 | 52 355 | 59 550 | 64 771 | 62 483 | 63 498 | 65 136 | 65 300 | 66 560 |
| Para los censos de 1962 a 1999 la población legal corresponde a la población sin duplicidades (Fuente: INSEE [Consultar]) |        |        |        |        |        |        |        |        |        |        |        |        |        |        |        |        |